# Alice in Chains
Pour les articles homonymes, voir AIC.
Alice in Chains (AIC) est un groupe américain de metal alternatif, originaire de Seattle, dans l'État de Washington. Formé en 1987 par le guitariste et chanteur Jerry Cantrell et le chanteur Layne Staley, il s'agit de l'un des groupes de grunge les plus notoires, faisant partie du Big Four of Seattle aux côtés de Nirvana, Pearl Jam et Soundgarden.
Leur style musical inclut des rythmes sombres et lourds, mais est très mélodique et se caractérise également par une variété de sons, ce qui rend difficile la classification exacte du groupe. Le groupe est généralement catégorisé grunge, mais s'inspire du heavy metal des années 1970 contenant des éléments issus des riffs lourds de Black Sabbath et des éléments de hard rock mélodiques proche du style musical de Led Zeppelin, entrelacé de compositions plus douces et plus propres dans un style acoustique. Les lignes vocales harmonisées sont un autre trait distinct du groupe.
Le groupe acquiert une renommée internationale grâce à l'album Dirt, et le premier single promotionnel de l'album Would? devient l'un des représentants les plus populaires du rock dans les années 1990. Le groupe dénombre plus de 25 millions d'albums vendus à travers le monde, dont 14 millions aux États-Unis,. Après leur publication, les albums Jar of Flies et Alice in Chains atteignent les premières places dans les classements américains,. Jar of Flies est leur premier EP à atteindre la première place des classements,. Le groupe est également nommé neuf fois aux Grammy Awards.
Le groupe n'a jamais officiellement été dissous, mais à la mort du chanteur Layne Staley en avril 2002, il suspend son activité jusqu'en 2005, date à laquelle Staley est remplacé par le chanteur William DuVall.

## Histoire

### Formation et débuts (1984–1989)
En 1984, des étudiants de la Shorewood High School forment un groupe de glam metal nommé Sleze. Il est composé des guitaristes Johnny Bacolas et Zoli Semanate, du bassiste Byron Hansen et du batteur James Bergstrom. Le poste de chanteur est attribué à un étudiant de la Meadowdale High School, Layne Staley, qui était avant cela batteur, et qui se rendra à l’audition du groupe à la demande de son demi-frère Ken Elmer. Le groupe fait ses débuts dans le garage de Bacolas. En 1986, le guitariste Nick Pollock rejoint le groupe et devient l'unique guitariste, Bacolas devenant le bassiste. Peu après ce changement, le groupe souhaite changer de nom. Au cours d'une discussion, Russ Klatt, chanteur du groupe Slaughterhouse Five, raconte à Bacolas qu'un employé de concert lui a dit : "Welcome to Wonderland!" ("Bienvenue au pays des merveilles!"). Ils parlent alors d'Alice au Pays des merveilles (Alice in Wonderland en anglais) qui pourrait être une bonne référence pour le nom du groupe de Bacolas, et Klatt lui dit : "Et pourquoi pas Alice in Chains (Alice en chaines) ? La représenter en esclave ou des trucs comme ça ?". Bacolas trouve que c'est un nom sympathique en parle aux membres du groupe qui aiment tous ce nom, et le groupe se renomme Alice in Chains. Cependant, ce nom peut également être associé au bondage. Par conséquent, le groupe choisit de renommer légèrement Alice in Chains en Alice N' Chains afin d'éviter toute polémique.
Staley définit alors la musique du groupe comme un mélange de glam metal et de thrash metal. Sur scène, les membres du groupe portent du maquillage et des tenues en latex. Leur style musical s'inspire fortement des compositions du groupe Poison. La chanson la plus célèbre du groupe est la chanson Queen of the Rodeo composée par Staley et Jetta Silvera, qui serait popularisée par Alice in Chains un an plus tard[réf. nécessaire].
Le groupe reprend l'enregistrement de deux démos un an plus tard. Le premier est enregistré en 1986 au London Bridge Studio de Seattle, produit par Tim Branom ; la démo est enregistrée pour 1 600 dollars et limitée à seulement 100 exemplaires. Le deuxième album est enregistré en 1987 dans un home studio mais auto-produit par le groupe. Au cours des concerts, le groupe effectue souvent des reprises de groupes comme Armored Saint et Slayer. Plus tard cette même année, le projet musical est officiellement dissous, le guitariste Nick Pollock forme, avec les membres de Mistrust en 1989, le groupe My Sister's Machine,.
Staley rencontre pour la première fois le guitariste Jerry Cantrell lors d'une soirée à Seattle en août 1987. Quelques mois avant, Cantrell avait assisté à un concert du groupe d'alors de Staley, Alice N' Chains, dans sa ville natale de Tacoma, et avait été impressionné par sa voix. Cantrell est alors sans logement après avoir été mis dehors de sa maison par sa famille, après un conflit avec son oncle par rapport à sa mère et sa grand-mère, toutes deux gravement malades et mourantes chez lui. Staley l'invite alors à habiter avec lui dans un local de répétition appartenant à un complexe d'une cinquantaine de salles appelé Music Bank, situé dans un entrepôt de Seattle.
Staley rejoint un groupe de funk qui recherche également un guitariste. Staley demande alors à Cantrell de le rejoindre en tant que sideman. Cantrell accepte à condition que Staley se joigne à son groupe qui comprend alors le batteur Sean Kinney et le bassiste Mike Starr. En 1987, lorsque le groupe funk est dissous, Staley rejoint le groupe de Cantrell en tant que musicien à plein temps, jouant dans le circuit des clubs à travers l’État de Washington, étirant ses 15 minutes de matériel original afin de présenter 45 minutes de spectacle. Le groupe joue quelques concerts sous des noms différents, tel Lie Diamond, qui fut le nom de l'ancien groupe de Cantrell, avant de finalement opter pour le nom que l'ancien groupe de Staley avait utilisé : Alice in Chains,.
À la faveur d'un de ces concerts, le promoteur local Randy Hauser découvre le groupe et lui propose d'enregistrer une démo. Toutefois, la veille du jour où le groupe doit enregistrer au studio Music Bank de Washington, la police ferme le studio lors de ce qui est considéré comme la plus grande saisie de cannabis dans l'histoire de l'État. Nommée The Treehouse Tapes, la démo finale, achevée en 1988, se retrouve entre les mains de Kelly Curtis et de Susan Silver qui a également géré le groupe Soundgarden. Curtis et Silver présentent la démo au représentant de Columbia Records, Nick Terzo, qui programme aussitôt un rendez-vous avec le président du label, Don Ienner. Sur la base de The Treehouse Tapes, Ienner signe Alice in Chains à Columbia en 1989. Le groupe enregistre également une autre démo, sans titre, sur une période de trois mois en 1989. Cet enregistrement peut être entendu sur le Bootleg Sweet Alice.

### FaceliftetSap(1990–1992)

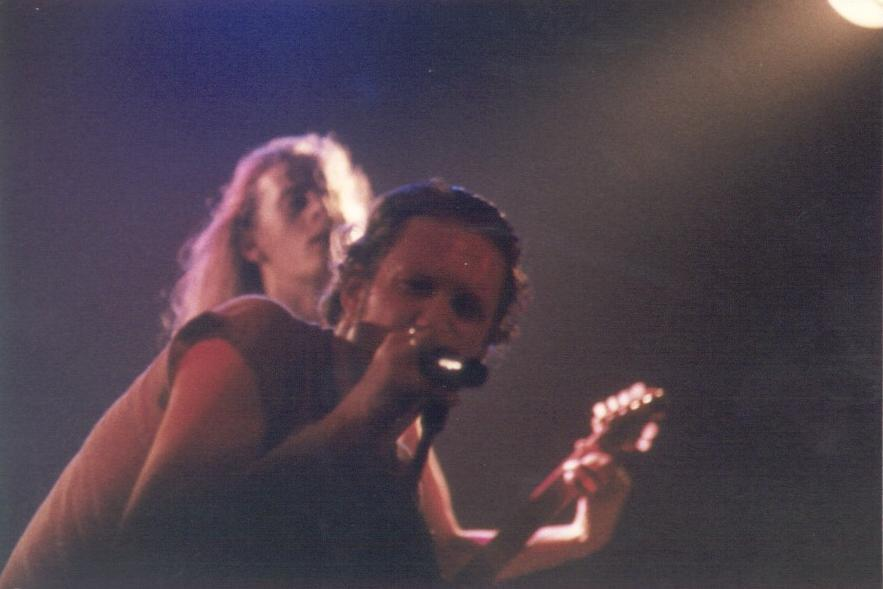
Layne Staley et Jerry Cantrell lors d'un concert au Channel de Boston le 27 novembre 1992.

Alice in Chains devient rapidement une des priorités du label qui publie le premier enregistrement officiel du groupe en juillet 1990, un EP nommé We Die Young. Le premier single de l'EP, We Die Young, devient un hit sur les radios axés metal. Dans la foulée de ce succès, les enregistrements commencent en décembre 1989, au London Bridge Studio de Seattle. Ils enregistrent aux côtés du producteur Dave Jerden, qui avait déjà travaillé avec les Red Hot Chili Peppers. Le groupe avait déjà réalisé des enregistrements au Capitol Recording Studios à Hollywood. Le batteur Sean Kinney enregistre les parties de batterie avec un bras cassé, soulageant la douleur à la main avec de l'eau glacée.
Facelift est publié le 21 août 1990, et leur musique comporte un chant mélodique et harmonisé, agrémenté de riffs metal. Steve Huey d'AllMusic déclare que « Facelift est l'un des albums les plus importants du grunge et du rock alternatif. » À sa sortie, l'album se classe à la 42e place du Billboard 200, et dans les premières places des Top Heatseekers,. Le 4 mars 1997, il est certifié double disque de platine par la Recording Industry Association of America pour la vente de plus de deux millions d'exemplaires sur le continent américain. Peu de temps après sa sortie, l'album dénombre 40 000 exemplaires vendus. Ce succès est en partie grâce à la chanson Man in the Box, qui aidera à popularité du groupe. Facelift est également l'un des premiers albums qui fait connaître la scène grunge[réf. nécessaire]. En 1992, le groupe est nommé au Grammy Award dans la catégorie « meilleure performance hard rock » pour Man in the Box.
Après la tournée promotionnelle Clash of the Titans pour l'album Facelift. Le groupe se joint aux côtés du groupe Van Halen pour une tournée commune. Durant cette tournée, le groupe joue pour la première fois le titre Junkhead. Plus tôt, lors d'une tournée en 1990 et 1991, le groupe joue également pour la première fois les titres Rooster, Dirt et Would?. Au cours de la même tournée, le groupe commence à préparer l'enregistrement d'un deuxième album studio. Le groupe enregistre une démo intitulée Dirt Demos comportant dix nouveaux titres incluant Dirt, Lying Season, Them Bones, Would?, Got Me Wrong, Brother, Damn That River, Right Turn, Junkhead, et Rooster, enregistré au London Bridge de Seattle. Pendant la session, le groupe enregistre quelques titres acoustiques. Finalement le groupe sort un EP intitulé Sap publié le 4 février 1992 et contient cinq titres dont trois (Brother, Got Me Wrong et Right Turn) se trouvant sur ladite démo de Dirt.

### Dirt(1992–1993)

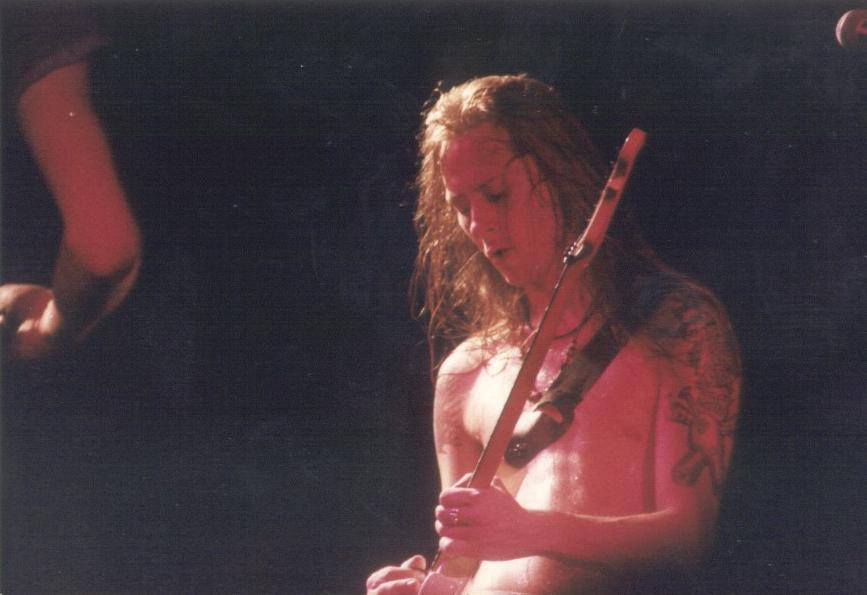
Jerry Cantrell, en concert le 27 novembre 1992.

Après l'enregistrement de deux titres pour le film Singles de Cameron Crowe, le groupe se lance dans leur deuxième album en mars 1992. Peu de temps avant leur entrée en studio, Staley part en cure de désintoxication à la clinique de Portland pour cause de dépendance à l'héroïne. Les sessions d'enregistrement commencent en mars 1992 aux One on One Studios de Los Angeles aux côtés du producteur Dave Jerden. À l'enregistrement du morceau Down in a Hole et Angry Chair, Staley est sous l'influence de la drogue. Dans une interview, Cantrell déclare que, très souvent le studio sentait la fumée de marijuana et que, dans certains cas, Staley s’injectait de l'héroïne devant les membres du groupe. Les querelles sont fréquentes, et Jerden refusera de travailler avec Staley. Les autres membres se retrouvent également confrontés à toutes sortes de dépendance. Kinney est alcoolodépendant, et le bassiste Mike Starr lutte contre la toxicomanie tout comme Staley. Le guitariste Cantrell devient, lui, dépressif après la mort de sa mère et tente de guérir en ingérant de l'alprazolam. L'enregistrement s'achève en mai 1992.
L'album Dirt est publié le 29 septembre 1992. Il atteint la sixième place du Billboard 200 et est, depuis sa publication, certifié quadruple disque de platine par la RIAA, ce qui fait de Dirt l'album le plus rentable du groupe en date,. L'album est bien accueilli par Steve Huey de AllMusic qui prône le style artistique de l'album. Dirt se compose de cinq singles classés au top 30 Would?, Rooster, Them Bones, Angry Chair, et Down in a Hole et parvient à rester dans les classements pendant près de deux ans. Grâce au single Would?, le groupe est nommé pour un Grammy Award dans la catégorie de « meilleure performance hard rock ». Fin 1992, le magazine britannique Kerrang! reconnaît Dirt comme l'album de l'année[source insuffisante]. En outre, l'album fait partie des meilleurs albums rock et grunge de l'histoire,, et est classé sur la liste des 100 meilleurs albums de tous les temps selon Guitar World.

### Jar of Flies(1993–1994)

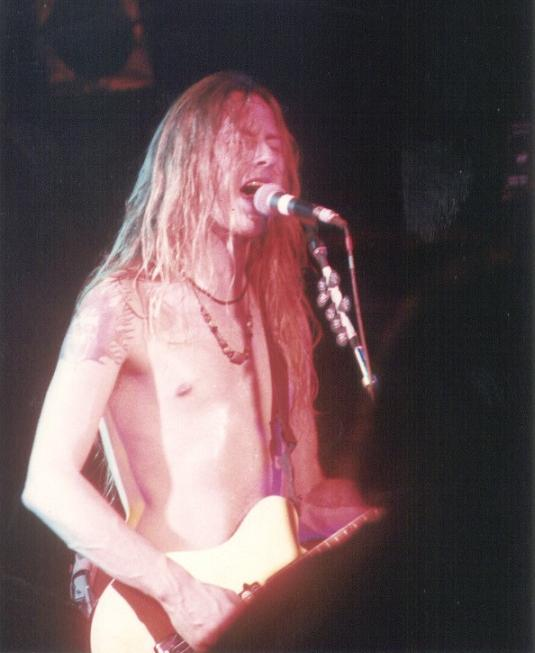
Jerry Cantrell, le 27 novembre 1992.

Après une vaste tournée du groupe pour la promotion de l'album Dirt en 1993 ainsi qu'une performance au Lollapalooza, les membres du groupe rentrent chez eux à Seattle pour se retrouver expulsés de leur résidence après avoir omis de payer le loyer. Le groupe emménage alors au London Bridge Studio dans un sentiment d'abandon et de dépression. Le chanteur Layne Staley déclare : « On voulait juste aller en studio pendant quelques jours avec nos guitares acoustiques et voir ce qui se passerait. On n'a jamais prévu d'enregistrer quoi que ce soit à l'époque. Mais le label nous a écouté et a bien aimé ce qu'on faisait. Pour nous, c'était juste l'expérience de quatre gars qui se réunissent dans un studio pour faire de la musique. » Écrit et enregistré en une semaine en septembre 1993, Jar of Flies est produit par les membres du groupe aux côtés de Toby Wright, et marque leur premier enregistrement marquant avec le bassiste Mike Inez sur les chansons What the Hell Have I et A Little Bitter. Selon Staley, le titre de l'album s'inspire d'une expérience scientifique menée par Cantrell en troisième année : « On lui a donné deux pots remplis de mouches. L'un des pots était plein et l'autre était presque vide. Dans celui qui était plein, toutes les mouches étaient mortes. Dans celui qui était presque vide, les mouches étaient encore vivantes. Je suppose qu'il y a un message quelque part. Évidemment, cette expérience a marqué Jerry. »
À l'origine non prévu pour une diffusion publique, Jar of Flies est publié par Columbia Records le 25 janvier 1994. Jar of Flies atteint la première place de Billboard 200 et devient le premier EP d'Alice in Chains à atteindre la première place du classement. Paul Evans de Rolling Stone considère l'album comme « magnifiquement sombre » et Steve Huey déclare que « Jar of Flies est un produit étonnamment discret, douloureusement magnifique avec des harmonies tristes. » Jar of Flies est, depuis, certifié triple disque de platine par la RIAA. Jar of Flies inclut les singles No Excuses et I Stay Away. No Excuses atteint la première place du classement Mainstream Rock. Le deuxième single, I Stay Away, atteint la dixième place du classement Mainstream Rock, tandis que le dernier single Don't Follow n'atteint que la 25e place. I Stay Away est nommé pour un Grammy Award dans la catégorie de « meilleure performance hard rock » en 1995. En novembre 2011, Jar of Flies est classé quatrième sur la liste des dix meilleurs albums de 1994 par Guitar World.
Le groupe est programmé en juillet pour une tournée en 1994 avec Metallica, Suicidal Tendencies, Danzig, and Fight, cependant, Staley commence à nouveau à faire usage d'héroïne. L'état de Staley force le reste du groupe à annuler leur apparition un jour avant le début de la tournée.

### Alice in ChainsetUnplugged(1995–1996)

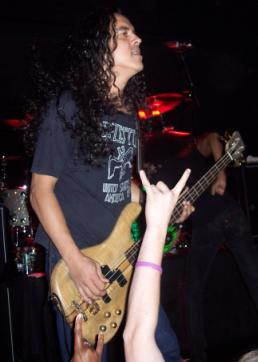
L'album Alice in Chains est le premier album studio avec le bassiste Mike Inez.

Des rumeurs à propos du groupe commencent à émerger au sein de la presse notamment autour du chanteur. La toxicomanie de Staley est devenue un enjeu majeur pour de nombreux textes. Le groupe officiellement en pause, les musiciens se consacrent à des projets musicaux secondaires. Jerry Cantrell enregistre la chanson I've Seen All This World I Care to See sur un album hommage dédié à Willie Nelson, et commence à préparer l'enregistrement de son premier album solo. Sean Kinney, avec Johnny Cash, apparaît lors d'un duo sur la chanson Time of Preacher qui est apparu sur l'album Twisted Willie dédié également à Willie Nelson. Dans le même temps, le bassiste Mike Inez rejoint le groupe Slash's Snakepit, et enregistre son premier album studio It's Five O'Clock Somewhere, et une tournée pour promouvoir la sortie. En janvier 1995, Cantrell, le bassiste Mike Inez et le batteur Sean Kinney commencent à travailler sur les chansons écrites par Cantrell. Au printemps 1995, Staley est invité à revenir dans le groupe. Staley déclare : « on a commencé à se diviser, on y est allé chacun de différentes façons, et on se sentait comme si l'un trahissait l'autre. »
Le travail sur l'album commence en avril 1995 au Bad Animals Studio de Seattle. La production est dirigée par Toby Wright, après avoir collaboré avec des groupes comme Slayer et Corrosion of Conformity. Une collaboration avec Dave Jerden est devenue impossible à la suite du conflit avec Staley pendant l'enregistrement de l'album Dirt en 1992. Une grande partie du matériel se compose à un moment où Cantrell se préparait pour son album solo. Pendant les enregistrements, la radio réussit à diffuser une version démo de Grind, qui est diffusée sur les plus importantes stations de radio. Alice in Chains est publié par Columbia Records le 7 novembre 1995, atteint la première place du Billboard 200, et est certifié double disque de platine. L'album est globalement bien accueilli par la critique et le public, trois singles sont publiés pour promouvoir l'album Grind, Heaven Beside You et Again. Le groupe est nommé deux fois aux Grammy Awards dans la catégorie de « meilleure performance hard rock » pour les chansons Grind et Again. La vidéo de ce dernier est également nommée aux MTV Video Music Awards dans la catégorie meilleure vidéo hard rock[réf. nécessaire].
Le groupe refait surface en 1996, et donne son premier concert depuis trois années pour l'émission MTV Unplugged,. Staley souffre visiblement de graves problèmes de santé et semble être sous l'influence de l'héroïne. Néanmoins, le groupe livre une prestation exceptionnelle, dont une version bouleversante[évasif] de Down in a Hole. Alice in Chains revisite ses principaux succès avec une instrumentation entièrement acoustique. Il reçoit le renfort de Scott Holsen (Heart) à la guitare rythmique. Le concert contient également un titre inédit The Killer Is Me. L'enregistrement du concert est publié en fin de l'année et se classe directement à la troisième place des classements[réf. nécessaire]. Par la suite, le groupe fait la première partie de Kiss à quatre reprises, puis présente son dernier concert avec Staley au micro le 3 juillet à Kansas City.

### Disparition de Staley et suspension (1998–2002)
Peu de temps après la sortie de l'album Unplugged, Jerry Cantrell se lance dans l'enregistrement de nouvelles chansons qu'il prévoit de sortir l'année suivante. La majorité des chansons, dont l'album est intitulé Degradation Trip, est écrite dans la solitude d'une maison dans la chaîne des Cascades. Dans un état d'isolement auto-imposé, Cantrell enregistre les démos en utilisant un enregistreur quatre pistes et une Gibson Les Paul. Incapable de continuer avec Alice in Chains, Cantrell publie son premier album solo, Boggy Depot, en 1998, avec Sean Kinney et Mike Inez. En 1998, Staley se réunit avec Alice in Chains pour deux nouvelles chansons Get Born Again et Died. À l'origine choisies pour être incluses dans le deuxième album solo de Cantrell, les chansons sont rééditées par Alice in Chains et publiées au printemps 1999 en tant que coffret, Music Bank. Le coffret se compose de 48 chansons, incluant des bonus, démos, et d'anciens singles et morceaux de leurs précédents albums. Le groupe fait également paraître un coffret intitulé Nothing Safe: Best of the Box, et leur premier best-of ; un album live, simplement intitulé Live, le 5 décembre 2000 ; et une deuxième compilation, intitulée Greatest Hits en 2001. En 2002, Cantrell finit son deuxième album, Degradation Trip.
Après une décennie de lutte contre son addiction, Layne Staley est retrouvé mort le 19 avril 2002, deux semaines après le jour de son décès. Une autopsie révèle qu'il serait décédé à la suite d'une overdose d'héroïne et de cocaïne. Ses amis expliquent qu'il aurait contracté une maladie affaiblissant ses défenses immunitaires. Dans sa dernière interview effectuées quelques mois avant sa mort, Staley explique que « je suis pas loin de la mort, ça fait des années que je carbure au crack et à l'héroïne. J'ai pas envie de finir mes jours comme ça. » Cantrell publie son album solo en 2002 en sa mémoire.

### Retour etBlack Gives Way to Blue(2005–2010)

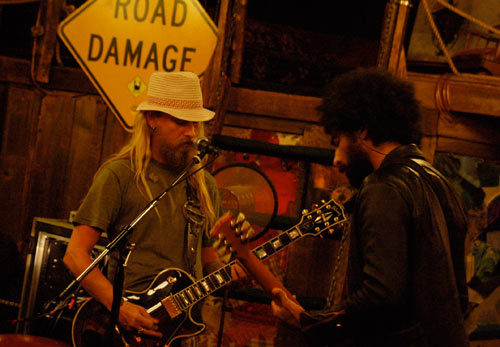
Jerry Cantrell et William DuVall.

Le guitariste Jerry Cantrell met l'accent sur l'enregistrement d'un deuxième album solo, tandis que les autres membres du groupe se concentrent sur d'autres projets musicaux. Le bassiste Mike Inez travaille à l'époque avec Black Label Society et Heart. En outre, il participe aux auditions pour devenir le nouveau bassiste de Metallica. En 2005, Seattle organise un concert de charité pour les victimes du tsunami qui a frappé l'Asie du Sud. Durant ce concert, le groupe se reforme pour la première fois avec Jerry Cantrell, Mike Inez et Sean Kinney. Le groupe sur scène est aidé par de nombreux musiciens, dont Patrick Lachman, Maynard James Keenan et Ann Wilson. Le 10 mars 2006, les membres de l'équipe prennent part à une dizaine de concerts organisés par la chaîne musicale américaine VH1. L'événement est dédié à la mémoire de musiciens décédés originaires de Seattle. Phil Anselmo, William DuVall et les sœurs Ann et Nancy Wilson du groupe Heart sont montés sur scène avec le groupe.
Dans une entrevue en février 2006, le batteur Sean Kinney annonce être à la recherche d'un nouveau chanteur, mais pas sous le nom d'Alice in Chains. Le batteur mentionne également que le groupe prévoyait de changer le nom, mais continuerait à jouer le même style de musique. La même année, le chanteur William DuVall est invité à rejoindre le groupe comme permanent,. Les premières compositions de ce nouvel album débutent en 2006, soit peu de temps avant le recrutement du chanteur DuVall. Jusqu'en avril 2007, le groupe travaille sur des démos de nouvelles chansons.
Le groupe commence officiellement à enregistrer le 23 octobre 2008, au 606 Studio de Northridge, en Californie. Le producteur de ce nouvel album est Nick Raskulinecz, connu pour son travail avec des groupes comme Death Angel, Foo Fighters, Rush, Stone Sour, Trivium et Shadows Fall. En juin 2009, lors des Revolver Golden God Awards, le guitariste Jerry Cantrell dévoile que leur travail sur l'album était terminé depuis mars, et en processus de mixage pour une sortie prévue en septembre. Les médias commencent à dévoiler des informations sur le nouvel album et sa chanson-titre, mettant en vedette Elton John. Celui-ci joue du piano sur cette chanson qui est un hommage à Layne Staley.
Black Gives Way to Blue est officiellement publié le 29 septembre 2009. Le mastering est effectué par Ted Jensen au Sterling Sound, et le mixage par Randy Staub Henson. Les principaux thèmes abordés dans les textes écrits par Cantrell font références au passé, et aux relations interpersonnelles. Certaines chansons, cependant, traitent de thèmes tels que la dépression, l'isolement social, la solitude, et la mort. En parallèle à leurs dates de tournée européenne pour l'album, Alice in Chains fait paraître le single Your Decision le 16 novembre au Royaume-Uni, et le 1er décembre aux États-Unis,. Le quatrième single extrait de l'album, Lesson Learned, est diffusé à la radio locale à mi-juin.
L'album Black Gives Way To Blue est certifié disque d'or par la Canadian Recording Industry Association en février 2010 avec 40 000 exemplaires vendus. La Recording Industry Association of America le certifie également disque d'or pour la vente de 434 000 exemplaires aux États-Unis.

### The Devil Put Dinosaurs Here(2011-2016)

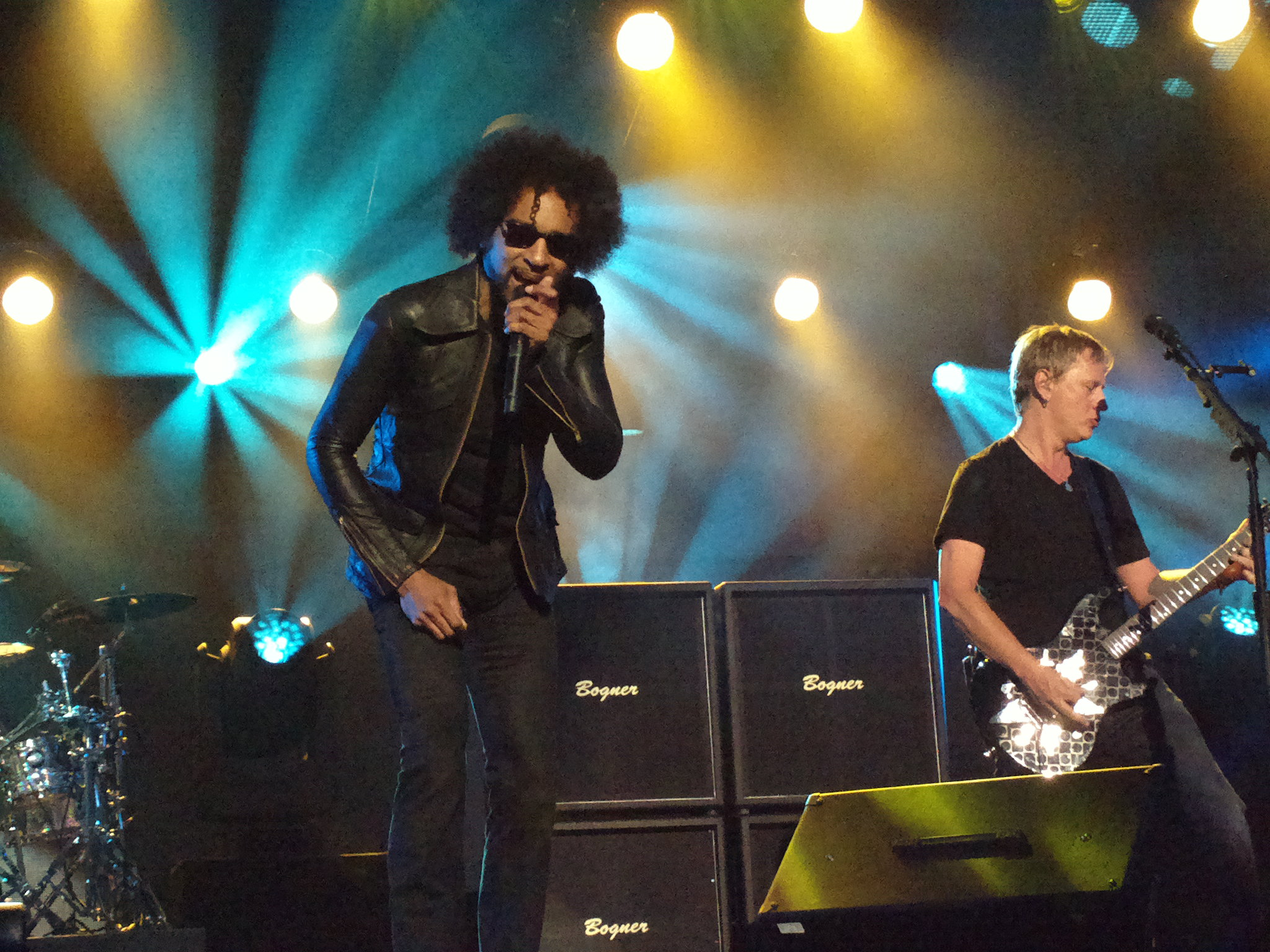
William DuVall et Jerry Cantrell (et sa nouvelle coupe de cheveux) en avril 2013.

Environ sept mois après la sortie de Black Gives Way to Blue, Jerry Cantrell fait allusion à la possibilité d'un cinquième album studio, lors d'une interview donnée à MTV News, qu'il y avait des réflexions sur le sujet et qu'il « ne voit pas pourquoi cela ne se ferait pas. » Le chanteur et guitariste William DuVall commente également la possibilité d'un nouvel album et de l'avenir du groupe, « de l'eau coulera sous les ponts avant que ça se fasse. Il y a beaucoup de concerts prévus. Mais oui, pour parler en général, oui, nous sommes excités  au  sujet de l'avenir. Je ne prévois pas de longues pauses. » DuVall révèle en septembre 2010 qu'Alice in Chains n'avait pas encore commencé à écrire leur prochain album, mais « qu'il y avait beaucoup de riffs qui circulaient, issus des sessions impromptues qui avaient lieu dans le bus de la tournée ou dans les vestiaires avant les concerts. » Il ajoute : « Ce fut le cas lorsque nous avons commencé à nous reformer pour la première fois. Nous stockions simplement ces extraits, puis quelque temps plus tard, nous passions en revue cette montagne de matériel, et c'est ce qui a donné Black Gives Way to Blue. La même chose se passe depuis que nous tournons pour Black Gives Way to Blue, donc il serait normal à un certain point de dire : « Hé, nous avons beaucoup de matériel. Faisons le tri et voyons ce que nous avons cette fois-ci. » » DuVall mentionne également la possibilité d'écriture pour Black Gives Way to Blue, mais sans futur enregistrement.
Le 21 mars 2011, Metal Hammer rapporte le début des enregistrements d'Alice in Chains pour leur nouvel album fin 2011. En mai 2012, Cantrell révèle avoir, avant les sessions d'enregistrement, subi une opération chirurgicale à l'épaule : « J'ai eu quelques éperons osseux [et] des problèmes de cartilage à mon épaule. J'avais eu le même problème dans l'autre épaule il y a environ six ans donc les deux sont remises à neuf maintenant, mais cela a pris un an. » En décembre 2012, Cantrell confirme la fin des enregistrements de l'album. Durant l'enregistrement, Cantrell déclare au magazine Revolver : « Je ne pense pas que vous serez surpris par ce que vous entendrez... C'est nous. Mais c'est aussi vraiment unique, il a tous les éléments d'un album que le groupe a sorti... mais sans ressembler à un de ces albums. Fondamentalement, c'est le prochain chapitre dans le livre d'Alice in Chains, et ça va être un grand album. » Cantrell explique également « Pour moi, Black Gives Way to Blue... résiste à tout ce que nous avons fait dans notre carrière. Espérons que le nouvel album va se connecter avec les gens de la même manière. » L'album est enregistré aux Henson Recording Studios en Californie et produit, comme l'album précédent, par Nick Raskulinecz et le groupe.
Culminant à la deuxième place du classement du Billboard 200, The Devil Put Dinosaurs est bien accueilli par l'ensemble de la presse spécialisée ; les singles Hollow, Stone et Voices sont publiés pour promouvoir l'album. L'album atteint également le top dix classements en Australie, en Finlande et en Norvège.

### Rainier Fog(depuis 2017)
Modèle:Section ) actualiser
Rainier Fog est le sixième album studio du groupe de rock américain, Alice in Chains. Il sort le 24 août 2018 sur le label BMG et est produit par Nick Raskulinecz. Le titre de l'album vient du nom du volcan Mount Rainier qui culmine au-dessus de la région de Tacoma et est visible depuis Seattle.

## Influences et style musical

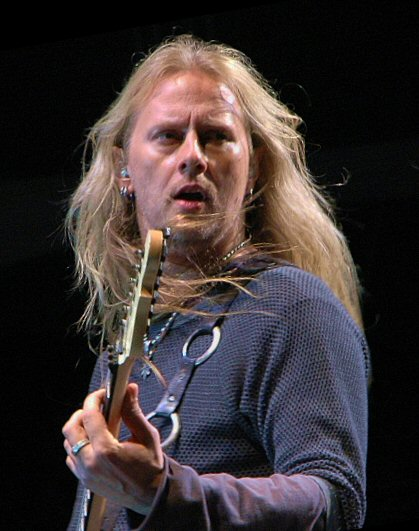
Jerry Cantrell en concert à Seattle le 5 janvier 2007.

Généralement classé comme groupe de grunge par la presse spécialisée, le style musical du quatuor originaire de Seattle se caractérise par un son lourd aux rythmes lents et aux textes sombres et dépressifs qui se réfèrent plus à des styles comme le doom metal, le sludge metal, ainsi que le hard rock et le stoner metal. Tom Murray du Edmonton Journal déclare : "Vivre et jouer à Seattle peut indiquer à l'avance qu'ils jouent du grunge, mais le groupe a toujours puisé son inspiration dans le heavy metal traditionnel". En raison de ses origines (Seattle) et le fait que certains groupes de cette ville au début des années 1990 ont commencé à attirer les médias grand public aux États-Unis, le groupe est souvent assimilé au mouvement grunge, qui combine des éléments du punk rock et du heavy metal avec une ambiance psychédélique. Ce terme, cependant, n'a jamais été accepté par le groupe. Le guitariste Jerry Cantrell a toujours défini le style du groupe comme étant du heavy metal. Dans une interview en 1996 accordée au magazine Guitar World, il a déclaré : « Je ne sais pas exactement quel style nous jouons, mais il y a certainement du metal, du blues, du rock and roll et peut-être une touche de punk ; mais il ne peut pas être séparé du heavy metal. Je ne veux pas qu'il le soit.»
Le style musical du groupe est caractérisé par des sons graves, basé sur des riffs de guitare puissants et lents ainsi qu'un vaste jeu rythmique. AllMusic décrit le groupe comme « le groupe le plus Metal originaire de Seattle. » Stephen Thomas Erlewine décrit le son du groupe comme « du heavy metal du début des années 90 mais influencé par les riffs lourds de Van Halen, combinée avec la variante sombre du post-punk. » L'auteur remarque que le groupe a développé son propre style, caractérisé par un son sombre, nihiliste et son style vocal non conventionnel. Le bimensuel Rolling Stone décrit le groupe comme "Sombre et amer, aux chansons chargés de références sur la drogue et sur la mort, avec un paysage musical entre Metallica et Pearl Jam". La musique du groupe a été influencée par des groupes tels que AC/DC, Black Sabbath, Budgie, Deep Purple, Led Zeppelin, Metallica, Motörhead, The Cult et The Doors par exemple.
En outre, la critique musicale a également décrit le groupe comme « hard pour les fans de heavy metal mais son sombre combiné avec le caractère vivace du punk, permet au groupe d'être inclus dans la première série de groupes en provenance de Seattle, appartenant au mouvement grunge. » La critique a également apprécié la capacité du groupe à combiner les chansons métalliques avec des compositions plus douces et plus calmes durant des sessions acoustiques présentent sur les EPs Sap et Jar of Flies. Sorti en 1990, l'album Facelift se caractérise par un hard rock mélodique avec des influences heavy metal et rock psychédélique. Le travail du groupe s'explique en grande partie par l'influence des formations telles que Black Sabbath et Led Zeppelin mais aussi Cream et The Stooges. Le style vocal de Staley, plutôt fort, expressif et sombre a été souvent comparé aux chanteurs typiques tels que Jim Morrison et Ozzy Osbourne. Steve Huey commente l'album éponyme Alice in Chains comme une "combinaison de sons nihilistes et sombres, sur une base de textures acoustiques". Dans certaines compositions, le groupe s'est approché d'un format plus progressif (comme Frogs et Over Now). Les guitares de Cantrell sont accordées un demi-ton plus grave. Les chansons du groupe sont toutes réalisées en mi bemol (Eb), à l'exception de What the Hell Have I? et Over Now qui sont jouées en Ré (D). Ces notes jouées un demi-ton plus bas semblent plus lourdes que l'accordage standard et plus mélancolique que la note normale. En outre, le groupe utilise également des signatures impaires (Them Bones) ainsi qu'une utilisation fréquente de la pédale wah-wah (Grind et Man in the Box). Stephen Thomas Erlewine de AllMusic décrit le style musical de Cantrell comme « basé sur des riffs de guitare puissants et des textures profondes, créant un rythme lent et sale ».
Anciennement, le groupe est connu pour ses chants harmonisés entre Staley et Cantrell. Alyssa Burrows déclare que le son distinctif du groupe vient du style vocal de Staley et de ses paroles, qui traitent de ses difficultés personnelles et son addiction aux drogues. Dans les années 1990, les paroles écrites par Staley étaient souvent décadentes, existentialistes et mélancoliques, et ont été décrites comme « sombres » car les sujets souvent traités étaient la douleur, la dépression, la personnalité antisociale, le suicide, la solitude, la mort et plus fréquemment la toxicomanie. Au cours de Facelift, Staley a traité des sujets comme l'amour et la relation homme-femme, à la fois émotionnelle et physique. Certaines chansons ont parfois été interprétées comme misogynes (Love, Hate, Love, Confusion, Real Thing). Un accent particulier est mis sur la toxicomanie dans l'album Dirt en 1992 (Junkhead, Dirt, God Smack, Hate to Feel et Angry Chair). Les textes écrits par Cantrell se concentrent davantage sur les relations personnelles (Brother, Got Me Wrong, Dam That River, Down in a Hole et Heaven Beside You).

## Postérité

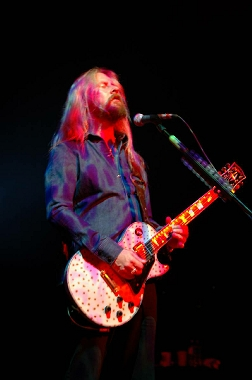
Sur scène en 2006.

Alice in Chains dénombre plus de 25 millions d'albums vendus à travers le monde, dont 14 millions aux États-Unis,. Les albums Jar of Flies et Alice in Chains ont atteint les premières places dans les charts américains,. Jar of Flies est leur premier EP à avoir atteint les premières places dans les charts,.  En outre, le groupe a également remporté neuf nominations pour les Grammy Awards. En décembre 2001, le quatuor a été classé en 17e position dans le classement du Top 100 Heavy Metal Band par les éditeurs du Hit Parader, le même magazine cite le groupe parmi les 15 meilleurs groupes et le chanteur Layne Staley a été classé en 27e position dans le classement des meilleurs chanteurs de Metal de tous les temps. Le quatuor a également été également classé en 34e position des 100 plus grands groupes de Hard Rock selon VH1. Le deuxième album studio - Dirt, a été reconnu comme le cinquième meilleur album de la décennie dans le classement publié par le magazine britannique Close-Up et a été classé par le bimensuel Rolling Stone comme le troisième meilleur album de grunge de tous les temps.
En 2004, le magazine Guitar World classe le solo de guitare de Jerry Cantrell Man in the Box 77e des 100 plus grands solos de guitare. Dans la même année, le même magazine l'a placé 38e des meilleurs guitaristes de Metal. En juillet 2006, le magazine britannique Metal Hammer lui a décerné le titre de "Riff Lord" lors de la cérémonie des Golden Gods Awards Show à Londres. Par ce titre, le musicien a battu les guitaristes tels que Jimmy Page, Slash et James Hetfield. En 1995, dans une interview avec le magazine Guitar World, Dimebag Darrell, guitariste de Pantera et de Damageplan, a exprimé une grande admiration pour le jeu de Cantrell. En 2011, Cantrell a été placé 16e par MetalSucks dans le classement des 25 meilleurs guitaristes de metal.
Alice in Chains a eu un impact significatif sur le développement de la musique rock des années 1990. Par exemple Sully Erna, chanteur du groupe Godsmack (qui tire son nom d'une chanson du groupe) déclare que Layne Staley avait une grande influence sur son style de chant. Le groupe Staind a enregistré une reprise de Nutshell qui a été publiée sur l'album The Singles: 1996-2006, et a également écrit une chanson, "Layne", à la mémoire de Staley, qui se trouve sur l'album 14 Shades of Grey. Le groupe Three Days Grace reprennent en live la chanson Rooster, qui se trouve sur l'album DVD Live at The Palace. Le groupe Metallica a dit qu'il a toujours voulu partir en tournée avec Alice in Chains, le chanteur Layne Staley est l'une des principales sources d'inspiration pour l'album Death Magnetic. Les autres groupes qui ont été influencés par Alice in Chains sont Creed, Nickelback, Taproot, Stone Sour, Puddle of Mudd, Queens of the Stone Age, A Pale Horse Named Death, Smile Empty Soul, Avenged Sevenfold, Cold, Hurt, Incubus, Mudvayne 10 Years, Breaking Benjamin, Days of the New et Tantric.

## Membres

### Membres actuels
- Jerry Cantrell – chant, guitare rythmique, guitare solo, chœurs (1987–2002, depuis 2005)
- Sean Kinney – batterie, percussions (1987–2002, depuis 2005)
- Mike Inez – basse (1993–2002, depuis 2005)
- William DuVall – chant, guitare solo, guitare rythmique, guitare acoustique (depuis 2006)

### Anciens membres
- Layne Staley – chant, chœurs, guitare rythmique (1987–2002 ; décédé en 2002)
- Mike Starr – basse (1987–1993 ; décédé en 2011)

## Discographie

### Albums studio
- Facelift (1990)
- Dirt (1992)
- Alice in Chains (1995)
- Black Gives Way to Blue (2009)
- The Devil Put Dinosaurs Here (2013)
- Rainier Fog (2018)

### Albums live
- Unplugged (1996)
- Live (2000)

### Compilations
- Nothing Safe : Best of the Box (1999)
- Music Bank (1999)
- Greatest Hits (2001)
- The Essential Alice in Chains (2006)

### EP
- Sap (1992)
- Jar of Flies (1994)